# Botalaote
Botalaote – wieś w Botswanie w dystrykcie North East. Według spisu ludności z 2011 roku wieś liczyła 173 mieszkańców.